# Регионы развития Румынии
Регионы развития Румынии были созданы в 1998 году для лучшей координации местного развития в процессе вступления Румынии в Европейский союз. Регионы развития Румынии соответствуют уровню NUTS 2 государств-членов ЕС. Несмотря на то что регионы развития приобретают все большее значение, они не имеют административного статуса и собственной администрации. Они служат в основном для распределения фондов PHARE, предоставляемых Европейским союзом для регионального развития, и для сбора статистики. Регионы развития вошли в Комитет регионов (CoR), когда Румыния вступила в Европейский союз.
Румыния разделена на 8 регионов развития, названных по их географическому положению в стране:
| № | Регион                            | Центр       | NUTS код | Население, чел. (2011) | Площадь, км² | Плотность населения, чел./км² | Жудецы                                                            | Карта                                                         |
| 1 | Бухарестский (București și Ilfov) | Бухарест    | RO08     | 2 042 226              | 1821         | 1121,49                       | Бухарест, Илфов                                                   | Карта Румынии с выделенным Бухарестским регионом развития     |
| 2 | Западный (Vest)                   | Тимишоара   | RO05     | 1 729 379              | 32 034       | 53,99                         | Арад, Караш-Северин, Тимиш, Хунедоара                             | Карта Румынии с выделенным Западным регионом развития         |
| 3 | Северо-восточный (Nord-Est)       | Пьятра-Нямц | RO01     | 3 148 578              | 36 850       | 85,44                         | Бакэу, Ботошани, Васлуй, Нямц, Сучава, Яссы                       | Карта Румынии с выделенным Северо-восточным регионом развития |
| 4 | Северо-западный (Nord-Vest)       | Клуж-Напока | RO06     | 2 495 247              | 34 159       | 73,05                         | Бихор, Бистрица-Нэсэуд, Клуж, Марамуреш, Сату-Маре, Сэлаж         | Карта Румынии с выделенным Северо-западным регионом развития  |
| 5 | Центральный (Centru)              | Брашов      | RO07     | 2 251 268              | 34 100       | 66,02                         | Алба, Брашов, Ковасна, Муреш, Сибиу, Харгита                      | Карта Румынии с выделенным Центральным регионом развития      |
| 6 | Юго-восточный (Sud-Est)           | Констанца   | RO02     | 2 399 602              | 35 762       | 67,10                         | Брэила, Бузэу, Вранча, Галац, Констанца, Тулча                    | Карта Румынии с выделенным Юго-восточным регионом развития    |
| 7 | Юго-западный (Sud-Vest)           | Крайова     | RO04     | 1 977 993              | 29 212       | 67,71                         | Вылча, Горж, Долж, Мехединци, Олт                                 | Карта Румынии с выделенным Юго-западным регионом развития     |
| 8 | Южный (Sud)                       | Кэлэраши    | RO03     | 2 998 643              | 34 453       | 87,04                         | Арджеш, Кэлэраши, Джурджу, Дымбовица, Прахова, Телеорман, Яломица | Карта Румынии с выделенным Южным регионом развития            |
|   | Всего                             |             |          | 19 042 936             | 238 391      | 79,88                         |                                                                   |                                                               |